# Dzsibuti hívójelkörzetei
Dzsibuti jelenleg (2024) nincs felosztva hívójelkörzetekre.
A Dzsibuti számára az ITU a J2 hívójelprefixet határozta meg.
| Prefix | Körzet | Hely/jelleg | ITU zóna | CQ zóna | 1 szintű QTH lokátor |
| ------ | ------ | ----------- | -------- | ------- | -------------------- |
| J2     | [0..9] | Dzsibuti    | 48       | 37      | LK                   |

## Lajstromjel
Vízi és légi járművek lajstromjelezéséhez a J2 prefixet használják.